# Iglesia de San José (San Juan, Puerto Rico)
La Iglesia de San José, antiguamente Iglesia de Santo Tomás de Aquino y ubicada en la parte más alta del Viejo San Juan dentro del área histórica colonial de la capital de Puerto Rico, es una de las primeras obras arquitectónicas de relevancia en la isla, y más tempranos ejemplares de arquitectura gótica española del siglo XVI en el hemisferio occidental. El edificio muestra cuatro siglos de diseño y arquitectura de tradiciones de mampostería incluyendo las extraordinarias bóvedas góticas isabelinos, un diseño arquitectónico catalán poco común.
En 2013 estuvo en la lista de los 11 lugares históricos más en peligro de extinción.

## Historia
La iglesia fue construida de 1532 a 1735 por la orden de dominicos como parte de su Monasterio de Santo Tomás de Aquino. Su nombre actual fue dado por los jesuitas cuando tomaron control del monasterio en 1865.
Juan Ponce de León, el primer gobernador español de Puerto Rico, fue sepultado en la cripta de la iglesia de 1559 a 1836, cuando sus restos fueron exhumados y transferidos a la Catedral de San Juan Bautista. Sin embargo, su escudo de armas aún se encuentra cerca del altar mayor. Su nieto, Juan Ponce de León II está sepultado en la cripta debajo del piso del santuario. El pintor puertorriqueño José Campeche también está sepultado en la iglesia.
Entre sus capillas, figura la Capilla de Nuestra Señora del Rosario, originalmente Nuestra Señora de la Victoria, fundada por el reconocido noble y vecino de San Juan, el capitán Juan Guilarte de Salazar (nieto del conquistador capitán Diego Guilarte de Salazar) y su cuñada Doña Luisa de Vargas, para honrar la victoria cristiana en la batalla de Lepanto. Debajo de esta capilla se cree se encuentra la conocida como “cripta de los gobernadores” donde se encuentran enterrados algunos de los gobernantes que estuvieron al frente de la isla y que murieron aquí, incluyendo miembros de la familia Guilarte de Salazar, primeros pobladores de la misma.
En 1858, la orden jesuita se hizo cargo del templo y lo renombró Iglesia San José. Más adelante, en 1887, la iglesia pasa a manos de los Misioneros Paúles. Cada una de las órdenes religiosas que dirigieron el templo dejaron su huella mediante cambios y renovaciones a la estructura, razón por la cual presenta una gran variedad de estilos. La iglesia también sufrió daños durante el bombardeo a San Juan ocurrido en la Guerra Hispano-Estadounidense (1898).

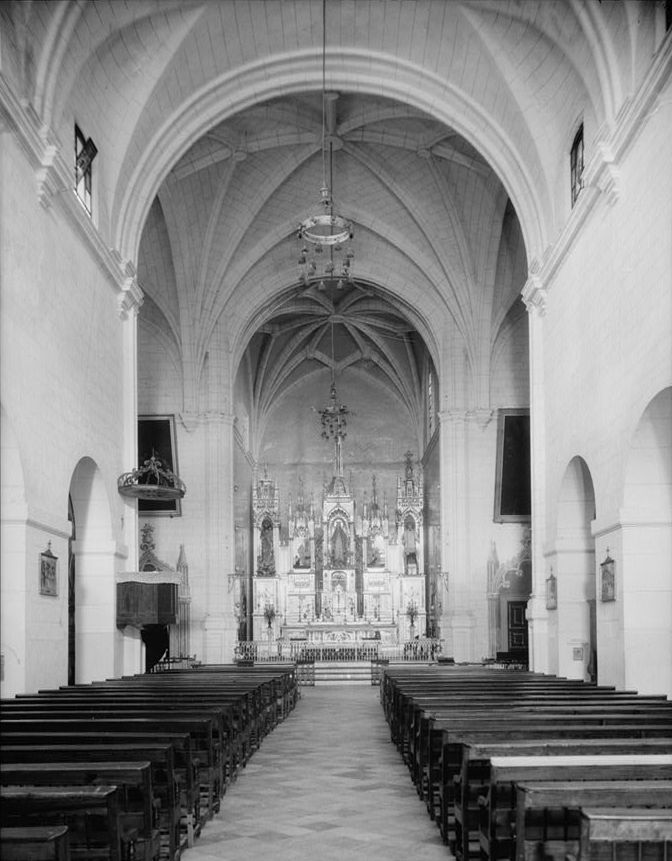
Vista del interior de la iglesia, aprox. 1933

En 1972, la pintura del siglo XV Virgen de Belén desapareció de la iglesia. En 2002, tras el inicio un proyecto de restauración de la estructura, se hallaron varias pinturas murales, entre ellas una de mediados del siglo XIX de la Batalla de Lepanto. En el 2004, el  World Monuments Fund  (WMF) declaró la Iglesia San José patrimonio mundial. Esto ayudó a que WMF en su programa World Monuments Watch, cual fomenta el apoyo comunitario para la protección de sitios en peligro de extinción, más donaciones de organizaciones sin fines de lucro, del Gobierno y de residentes de Puerto Rico en el esfuerzo de conservación.
En la actualidad, la estructura ha sido sometida a una profunda restauración y rehabilitación, completada en 2021. La restauración ha sido llevada a cabo por el estudio Pantel & del Cueto, que ha sido precedida por profundos estudios arqueológicos y trabajo de archivo documental preparados por Beatriz del Cueto López.